# Stamboliiski, Haskovo
Stamboliiski (în bulgară Стамболийски) este un sat în comuna Haskovo, regiunea Haskovo,  Bulgaria. 

## Demografie
Componența etnică a satului Stamboliiski
     Turci (13,05%)
     Bulgari (44,82%)
     Romi (30,82%)
     Nicio identificare (11,29%)
La recensământul din 2011, populația satului Stamboliiski era de 850 locuitori. Nu există o etnie majoritară, locuitorii fiind bulgari (44,82%), romi (30,82%) și turci (13,05%). Pentru 11,29% din locuitori nu este cunoscută apartenența etnică.